# Joost Andries
Joost Andries (Kortrijk, 15 april 1588 - Brugge of Brussel, 21 november 1658) was een Belgisch jezuïet, predikant en schrijver.

## Levensloop
Jezuïet geworden, was Andries gedurende meer dan veertig jaar predikant, vanuit residenties gevestigd in Gent, Mechelen en Brugge. Hij was vooral een predikant van de bestraffing met het vagevuur en heeft over dit onderwerp uitgebreid gepubliceerd.
Er is enige twijfel over de plaats van overlijden: de enen melden Brugge, de anderen Brussel.

## Publicaties
- Brugge Mariënstad, Brugge, 1634, herdruk 1650.
- Corte oefeninghe om de Devotie van den Rozenkrans (...), Brugge, 1649.
- Het Vaghevier bevestigt naer de leeringhe der catholyken (...), 1649.
- Het ghedurigh Kruys ofte Passie Jesu Christi, van 't beginsel synder menschwordinghe tot het eynde syns levens, Brussel, 1649, Antw. 1656, '57, '95 en 1721, in het Duitsch, Engelsch, Spaansch, en Italiaansch vertaald.
- Een Saligh Jaer (...) ende laetste oogenblik van eenen christenmensch.
- Requeste voor de zielen in 't Vagevier.
- Noodighe wetenschap tot de Saligheyt.
- Gedachtenis der zielenvan het Vagevuer.
- Sommige van zijn Latijnse werkjes werden in andere talen vertaald.